# Рам Там Таґер
Рам Там Таґер (англ. Rum Tum Tugger) — один із котячих персонажів поетичної збірки Томаса Еліота «Котознавство від Старого Опосума» (1939), а також мюзиклу «Коти», створеному за мотивами віршів цієї збірки. Рам Там Таґер — бунтівний представник Медових котів та любить бути у центрі уваги.
Роль Рам Там Таґера у вест-ендській постановці 1981 року виконав Пол Ніколас, а на сцені бродвейського театру його зіграв Терренс Манн. У фільмі «Кішки» роль Рам Там Таґера дісталась Джейсону Деруло.

## Вірш
У збірці «Котознавство від Старого Опосума» (1939) Томаса Еліота, Рам Там Таґера зображено як бунтівного кота, який робить все навпаки і ніколи не задоволений з того, що має:
Цей Рам Там Таґер — впертюх, ачей!
Ніколи місця свого не знає:
лови пацюка — він хапає мишей,
лови мишей — пацюка хапає;
він завше не з того боку дверей: і завше в шухлядах розгром учиняє…
Це ж Рам Там Таґер, це він, авжеж,
бо неодмінно одне і те ж:
як собі знає,
так обертає — : і що ти з нього візьмеш!
Рам Там Таґер відомий тим, що йому важко догодити; стараючись відрізнятися, він відштовхує від себе інших. Він завжди робить все навпаки та під кінець вірша у читача складається враження, що цей персонаж особливо егоцентричний і отримує від цього задоволення. Три слова, що використовуються для опису цього персонажа акторам — «впертий, нарцисичний та незалежний».

## Мюзикл

### Персонаж
Рам Там Таґер — неслухняний та невгамовний кіт, який любить бути в центрі уваги та отримує задоволення від власної особи, протиставляючи себе іншим. Знаний кавалер; особливою популярністю користується у медових киць (Вікторія, Етцетера, Електра, Джемайма). У фільмі 1998 року Рам Там Таґер фліртує зі всіма кішками (особливо Бомбаруліною), хоча Деметрі він не припав до смаку. Його старший брат, серйозний і відповідальний кіт, на ім'я Манкустрап, часто контролює його поведінку.
Рам Там Таґер часто зображається як рок-зірка. Е. Ллойд Веббер наголосив на тому, що цей персонаж певною мірою ушановує Міка Джаггера з гурту «The Rolling Stones».
Намагаючись модернізувати шоу, Рам Там Таґер перевтілився у репера (вест-ендська постановка 2014 року).
Роль зазвичай виконує тенор у рок стилі з регістром співучого голосу, відомим як фальцет.
Як один головних персонажів, Рам Там Таґер виконує власне соло (пісня «Рам Там Таґер»), пісню «Магічний пан Містофель». Він також виконує пісню «Старенький кіт Повторення Закону» (разом із Манкустрапом).
Рам Там Таґер — чорний кіт з гривою та леопардовими плямами на грудях. Носить нашийник з шипами та ремінь зі срібними стразами. належить до породи мейн-кун та є значно більшим, аніж інші коти.

### Відомі втілення
Вперше роль Рам Там Таґера втілив Пол Ніколас у вест-ендській постановці 1981 року. На сцені бродвейського театру 1982 року його зобразив Терренс Манн. У вест-ендських постановках 2014 і 2015 років його зіграли Ентоні Меррей-Строган та Маркелл Ворд відповідно. На бродвейській постановці 2016 року цю роль виконав Тайлер Гайнс.
У фільмі 1998 року роль Рам Там Таґера виконав Джон Партрідж, а 2019 — Джейсон Деруло.